# Insectoid
Insectoid denotă orice creatură sau obiect care împărtășește un corp similar sau trăsături cu insectele terestre comune și arahnidele. Termenul este o combinație între "insectă/e" și "-oid" (un sufix care denotă similaritatea). Cuvântul este creat pe baza analogiei cu "umanoid".
Insectoizii sunt, de asemenea, ființe ipotetice și fictive extraterestre, care au un corp similar cu cel al insectelor sau al arahnidelor de pe Pământ. Ele apar în science-fiction și în ufologie.
Au fost concepuți roboți insectoizi, cum ar fi cei hexapozi, pentru utilizări militare sau științifice. Cercetările continuă pentru miniaturizarea acestor roboți spre a fi folosiți ca spioni zburători sau cercetași. Caracteristicile insectoide pot crește, de asemenea, eficacitatea roboților în traversarea diferitelor tipuri de terenuri.